# シミュレーション仮説
シミュレーション仮説（シミュレーションかせつ）とは、人類が生活しているこの世界は、すべてシミュレーテッドリアリティであるとする仮説のこと。シミュレーション理論と呼ぶ場合もある。

## 諸見解

### 我々はシミュレーションの中で生きている、とする見解

#### ニック・ボストロムの主張
哲学者ニック・ボストロムは、我々がシミュレーションの中に生きているという可能性を追求した。彼の主張を簡単にまとめると次のようになる。
1. 何らかの文明により、人工意識を備えた個体群を含むコンピュータシミュレーションが構築されている可能性がある。
2. そのような文明は、そのようなシミュレーションを（娯楽、研究、その他の目的で）多数、例えば数十億個実行することもあるだろう。
3. シミュレーション内のシミュレートされた個体は、彼らがシミュレーションの中にいると気づかないだろう。彼らは単に彼らが「実世界」であると思っている世界で日常生活を送っている。

そこで、以上の3点に「可能性」があるとしたとき、次の二つのうちどちらの可能性が高いかという疑問が生じる。
1. 我々は、そのようなAIシミュレーションを開発する能力を手に入れる実際の宇宙の住人である。
2. 我々は、そのような数十億のシミュレーションの中の1つの住人である（iii にあるようにシミュレーション内の住人はシミュレーションであることに気づかない）。

より詳細に言えば、彼は次のような3つの選択肢を想定した。
1. 知的種族は、現実と区別がつかないほど現実性のあるシミュレーションを開発できるほどの技術レベルには到達できない。
2. そのようなレベルに達した種族は、そのようなシミュレーションを実行しようとしない。
3. 我々は、ほぼ確実にそのようなシミュレーションの中で生きている。

ボストロムの主張の前提として、十分に進んだ技術があれば生命にあふれた惑星全体をシミュレートしたり、さらには宇宙全体をその全住民と共にシミュレートできるという考え方がある。そして、シミュレートされている人々はそれぞれに意識があり、その中にシミュレーション外部からの参加者が混じっている。
人類が第一の仮説に反してそのような技術レベルに到達したとしたら、そしてその時点でも人類が過去や歴史に興味を持っていて、シミュレーションを実行するのに何の障害（法律や道徳）もない場合（第二の仮説の否定）、
- 過去に関するシミュレーションが多数実行されると想定することは妥当である。
- そうであれば、そのようなシミュレーションの中でさらにシミュレーションが行われ、再帰的に派生していくだろう。
- 従って、我々が多数のシミュレーションのいずれかに存在しているか、実際の宇宙に存在しているかは不明であり、可能性としてはシミュレーション内の方が高い。

人類（あるいは他の知的生命体）が滅亡する前にそのような技術レベルに到達する可能性は、ドレイクの方程式の値に大きく依存している。ドレイクの方程式は、ある時点で星間通信可能な技術レベルに達している宇宙における知的種族の数を与えるものである。この方程式を解くと、人類以上に進んだ文明が存在するという結果が得られる。実際の宇宙とシミュレートされた宇宙の全ての平均値が 1 以上であれば、そのような文明が歴史上必ず存在するということになり、そのような文明がシミュレーションを行う意志を持っていれば、平均的な文明がシミュレーション内にある可能性は非常に高くなる。

#### フランク・ティプラーのオメガポイント
物理学者フランク・ティプラーは、ニック・ボストロムの主張と類似したシナリオを考察した。宇宙がビッグクランチで終焉を迎えるという仮説を採用し、その宇宙全体の計算能力は時間と共に増大していき、ある時点で終焉までの残り時間が無くなっていく速度よりも計算能力の増大が大きくなるとする。すると、実際の宇宙には有限の時間しか残されていないにもかかわらず、シミュレーション内の時間は主観的には永遠に続くことになる。
この仮説が現代の人類に暗示しているのは、強大なコンピュータがあれば、各個人の脳の量子状態をシミュレーション内で再創造することで、かつて生きていた人々全員を復活させることも基本的には可能だということである。これにより、移民型と仮想市民型のシミュレーテッドリアリティが可能となる。その中の住民から見れば、オメガポイントは永遠に続く来世であり、本質的に仮想的であることから、任意の空想的な形態をとりうる。ティプラーの仮説では、遠未来の人々が歴史的情報を再生する手段が必要であり、それによって彼らの先祖をシミュレートされた来世に復活させる。しかし、コンピュータの能力が無限であれば、単にあらゆる可能世界を同時並行的にシミュレートすればよい。
ビッグクランチが起きるかどうかについて、最近では懐疑的な観測結果が多く示されているが、それはこの世界が物理的に存在しているという前提での話であり、もしこの世界がデジタルのデータであれば物理的なシミュレーター装置が存在している「現実の宇宙」の法則とは何ら相関関係が存在しないため、仮にこの宇宙の膨張速度が加速し続け永遠に収縮に転じない事を証明出来たとしてもティプラーの理論を否定する物ではない。

#### 計算主義と観念的シミュレーション理論
計算主義とは、心身問題の哲学の理論であり、認識を計算の形態の一種であるとするものである。これはシミュレーション仮説にとって、意識のあるものをシミュレーションする可能性を裏付ける考え方であり、特に仮想市民型シミュレーションで必要とされる。例えば、物理的な系がある程度の精度でシミュレート可能であることはよく知られている。計算主義が正しく、人工意識を生成するのに問題が無ければ、シミュレーテッドリアリティの理論上の可能性は確かなものとなる。しかし、認識と現象的意識の関係には異論がある。もし意識に何らかの物理的実体が必須であるなら、シミュレートされた人々は適切に行動できているとしても哲学的ゾンビでしかない。これはニック・ボストロムの主張も否定することになり、意識をシミュレートできないとしたら、我々はシミュレーションの中に意識のある存在としてあるはずがないということになる。
一部の理論家 は、「意識は計算である」とする派生的な計算主義と数学的現実主義（数学的プラトン主義とも）が真であるとし、我々の意識はシミュレーションの中にあるに違いないと主張している。それらの主張には、"Plato's heaven" あるいは究極集合にはあらゆるアルゴリズムが含まれ、その中に意識を実装するアルゴリズムも含まれているという考え方が含まれている。観念的シミュレーション理論は、多元宇宙論や万物の理論の部分集合でもある。

#### 夢
我々が現実として受け止めているものがシミュレーションであるという可能性を示すには、それが錯覚であるということの何らかの証拠が必要である。例えば夢は、それを見ている人にとっては（その時点では）真に迫った現実性を持っている。しかし、夢を見ているのだと気づくことはそう珍しいことではなく、それによって明晰夢を見ることになる。
夢の存在によって、真の現実と見分けがつかないシミュレーションが可能かどうか、そして人がそれに騙されるかどうかという問題を解決する。結果として「夢仮説」は除外できないが、常識と単純さの考慮が必要であることが議論されてきた。
生活全体が夢であるという仮説には、論理的には全く問題がない。夢の中で我々は眼前のものを何でも創造できる。しかし、それが論理的に不可能でないとしても、真であると仮定すべき根拠もない。そして実のところ、我々と独立な物体が存在し、その行動を感覚を通して感じているという常識的な世界観に比較して、（全てが夢であるという仮説は）単純さに欠ける。
この主張の哲学的土台となっているのは、ルネ・デカルトの主張である。彼は実在と夢の区別を考えた最初の哲学者の1人である。Meditations on First Philosophy の中でデカルトは「…我々は睡眠と覚醒を明確に区別できる確かなしるしを持たない」 とし、結論として「現在、私が夢を見ていて、私の知覚の全てが偽である可能性もある」 とした。これは荘子の胡蝶の夢と同様の主張である。
Chalmers (2003) でも夢仮説が論じられ、それが2つの形態に分類されるとしている。
- ある人物がある時点で現に夢を見ていて、彼の世界に関する信念が多くの点で間違っている場合（つまり、夢は早晩崩壊する）。
- ある人物が常に夢を見ていて、彼の想像力にもよるが、実在するかのように物体を知覚する場合。[6]

夢仮説とシミュレーション仮説は共に懐疑論的仮説の一種とされる。しかし、ちょうどデカルトが自身の思考によって自身の存在を確信したように、このような疑問を呈することは、それ自身の真実の可能性の証拠でもある。
個人の知覚が現実世界に物理的基礎を全く持たないような精神状態は精神病と呼ばれる。

#### 擬似宗教的主張
シミュレーションがその中で生活する人々のために作られたとするなら、彼らが望みを適切な方法で表現すれば、それに答えてくれるはずだという考え方がある。これは、祈祷に正しい形式があるという考え方を現代的にしたものと言える。科学的に説明のつかない方法で祈祷による願いが聞き届けられたなら、シミュレーテッドリアリティの中に生きていることの証拠であると主張する者もいる。
シミュレーションを実施している者は、シミュレーションの通常の規則に反する形でシミュレーション内容に干渉しているはずだという考え方もある。シミュレーション内に何らかの形で姿を現している可能性もある。これも宗教的ミームの現代版と言える。
シミュレーション参加者はシミュレーションで生涯を過ごした後、外界で一定期間を過ごしたり、再度シミュレーションに入ったりするという考え方もある。すなわち、彼らは前世の記憶を持っている。そのような記憶が正確で、科学的に否定できないなら、我々がシミュレーテッドリアリティの中で生きている証拠となると主張する者もいる。既視感も同じ論法で説明できるとされる。
これらの主張には次の2つの問題がある。
- これらの宗教的現象の証拠とされる事柄は、必ずしも真実であると確定できない。
- 真実であったとしても、神学的にも説明できる。すなわち、シミュレーテッドリアリティの証拠とする説は多数の仮説の1つにすぎない。ただし、他の仮説とシミュレーテッドリアリティは必ずしも相反するわけではない（シミュレーションを行っている者が「神」であるという考え方など）。

### 我々はシミュレーションの中に生きているのではない、とする見解

#### 物理学の計算可能性
我々がシミュレーテッドリアリティの中にいるという主張への決定的な反論は、計算不能な物理学現象の発見であろう。なぜならそのような現象が発見されれば、コンピュータができないことが現実に起きていて、コンピュータシミュレーションではそれを再現できないことになるからである。
シミュレーションはリアルタイムで実行できない程に負荷が高いため、実空間から見て処理が間に合わないという反論も考えられる。しかし、シミュレーション内の時間は実空間の時間と対応しなくても、シミュレーション内からすれば問題は生じないため、この反論は的外れである。むしろ、シミュレーションを中断しないために、無限の計算ステップを有限時間内に実行可能かという点が重要な論点となる。
しかし、チューリングマシン(TM)などでモデル化される一般的計算システムは有限個の状態を取ることしかできない。TMの内部状態をテープの内容と結びつけて可能な状態数を増やしたとしても、TMがとりうる状態数は枚挙可能な無限になるだけである。さらにTMは枚挙可能な状態遷移しかしない。同じことは科学的モデリングに使われるあらゆる計算機にも当てはまる。従って、通常の計算の説明では、数学全般や自然をマッピングできるだけの十分な状態数や状態遷移数を持たない。従って厳密に数学的な観点からは、あらゆるものをコンピュータ内で表せるという考え方は支持できない。
これらの主張は、チューリングマシンよりも強力とされる仮説的なハイパーコンピュータ上でのシミュレーションには当てはまらない。しかし、シミュレーションを行っているコンピュータが、シミュレートされている世界にあるコンピュータ以上の能力を持っているかどうかを知る方法が全く存在しない。シミュレーションの中と外で同じ物理学的法則が成り立つ必要はないので、シミュレーションの外部では違う物理法則にしたがってコンピュータがより強力であるかもしれない。
Cosmology Machine は恒星やガスや未知のダークマターについての多数の観測結果からデータをとり、超高速で計算することで、銀河や太陽系の成り立ちを探る。宇宙進化に関する様々な理論をシミュレートすることで、どの理論が現実の宇宙をもっともうまく説明できるかを調べる。
問題は、宇宙がコンピュータによるシミュレーションでないことを示す証拠が存在しない点であり、そのためカール・ポパーのような見方を採用すれば、シミュレーション仮説は反証可能性がないため、科学的には受け入れられない、ということになる。

#### CantGoTu（カントール-ゲーデル-チューリング）環境
CantGoTu環境の概念は、ゲオルク・カントールの対角線論法、クルト・ゲーデルの不完全性定理、アラン・チューリングなどに代表される計算可能性理論の三つを基礎として、それらをバーチャルリアリティ環境に適用したものである。デイヴィッド・ドイッチュが The Fabric of Reality（1997年）の中で提唱した。

あらゆる可能なバーチャルリアリティを描けるコンピュータを想定しよう。その生成器が生み出す全ての可能な環境は、環境1、環境2 というように並べることができる。それぞれの環境から同じ期間のタイムスライス（ドイッチュは1分としたが、これは原理的にはプランク時間にまで短縮できる）をとる。ここで、新たな環境を次のように構築する。最初の時点では、環境1とあらゆる点で異なる環境を生成し、一定時間後には環境2と全てが異なる環境を生成し、というようにしていく。この新たな環境はそれまでに並べたどの環境とも異なり、どの時点をとっても考えられるあらゆる環境と異なる。従って、このような万能VR生成器を構築することはできず、どんな手段をもってしても効率的に描けない環境が存在する。

しかし、同書の中でドイッチュは「あらゆる物理的に可能な環境を含むレパートリーを持つバーチャルリアリティ生成器を構築可能である」というかなり過激な主張を展開している。
しかし、「あらゆる物理的に可能な環境」を含むとしたら、そのコンピュータは自分自身を含む環境も完全なシミュレーションとして内包しなければならない。

#### 計算負荷
仮想市民型
2007年現在、分子動力学に要する計算能力は、世界最高速のコンピュータを数ヶ月使って、蛋白質の1つの分子の動きを0.1秒程度シミュレートできるレベルである。
銀河系全体をシミュレートするには、誰も観測していない領域のシミュレートを省くなどしない限り、想像以上に計算能力が必要となる。
このような主張に対して、ボストロムは人類の歴史全体をシミュレートするのにおおよそ 1033 から 1036 の計算が必要であるとした。彼はさらに、既知のナノテクノロジーを使って惑星サイズのコンピュータを作れば、一秒間に約 1042 回の計算が可能であると主張している。そして、惑星サイズのコンピュータの構築は基本的には不可能ではないとした。ただし、そのサブプロセッサ間でデータを共有するなら、光の速度が全体の計算速度を制限することになる。
ブレイン・マシン・インタフェース型
夢は、脳のある部分が作り出した刺激を別の部分が現実として感じているものだとする説がある。そうだとすると、人間の脳全体より計算能力が低いコンピュータであっても、現実と感じられるようなシミュレーションを生み出せる可能性がある。同様な主張は、鮮明な記憶や想像、特に幻覚などにもあてはまる。しかし、これらは現実よりも鮮明さに欠け、物理法則が常に正しく成立しているわけでもない。現実世界の物理法則を常に正しく適用することは、おそらくシミュレーテッドリアリティでも最も計算能力を要する部分である。また、幻覚はシミュレーションが必要とするような鮮明で豊かな相互作用を提供しない。これは、脳が幻覚を生み出す際の計算能力が限られているためとする説もある。
主張の妥当性
いずれにしても、現代の感覚でシミュレーテッドリアリティの実現可能性を論じることは間違いである。
また、シミュレーテッドリアリティはリアルタイムで実行される必要はない。シミュレートされた宇宙の住人は、彼らの主観時間と現実世界の時間の流れと違っていても気づきようがない。アイザック・アシモフはこの考え方を限界まで推し進め、住人に気づかれずにシミュレーションを逆方向に実行したり、複数の異なるコンピュータで実行したり、修道士らが数世代に渡ってそろばんを使って週末だけシミュレーションしたりといったことも可能であるとした。いずれの場合もシミュレーション内の時間の進行は妨げられない。

#### オッカムの剃刀 信者の視点
同じ現象を説明できる仮説は他にも多数存在する。このような場合、オッカムの剃刀と呼ばれるヒューリスティック規則、便宜上の方針決定を持ち出してきて適用したがる人もいる。オッカムの剃刀は、同じ現象を説明する仮説が複数あるとき、単純なほうを採用する、という方針である。別の言い方をすれば、中身を慎重に検討することなく、外形的な要素で決め付けて選択してしまおうという、一種のアルゴリズムである。ありえない仮説を懐疑主義的に批判するために使われることが多い とも言われる。オッカムの剃刀を信じてしまえば、“シミュレーション仮説は複雑すぎるから、却下して眼前にあるものがそのまま現実だと見なそう”ということにもなる。それもひとつの見解ではある。オッカムの剃刀は、オッカムの剃刀信者の間では、あまり検証もされないまましばしば、“最善だ”と美化されて考えられてしまっている。だが、オッカムの剃刀はあくまでヒューリスティックであって自然の法則ではないため、常に正しいとは限らない。科学的に見て重要な場面でオッカムの剃刀が間違ってしまう場合があり、オッカムの剃刀で作り出す記述が、かえって誤った知識となる場合があるのである。ヒューリスティックで苦し紛れに作り出してみた簡潔な記述を真理そのものと混同することは重大な問題を引き起こす。実際歴史的に見て、このがさつなヒューリスティック方針を信じてしまった者の中に攻撃的になる者がおり、それにより、先見の明があった科学者が被害を蒙ってしまった事件も起きた。アインシュタインもオッカムの剃刀の使用には釘を刺している（オッカムの剃刀に出典つき記述あり。参照可）。たとえある時点で観測されていなくても、真理というのはその時点で観測されているよりも複雑な場合がありうるのである。結局、慎重に科学的に検討してみると、オッカムの剃刀というものはそもそも使ってよいのか使ってよくないのかはっきりしない思考方針であり、厳密な科学に属するものではなく、このシミュレーション仮説に関しても、持ち出してよいのかはっきりしない。

#### 道徳的問題
シミュレーテッドリアリティの考え方を広範囲に受け入れることは、危険な状況を生み出す可能性がある。誰もが現実は幻想であると信じていたら、かけがえのない生命という抑制から解放され、犯罪や残虐行為に走ることに躊躇しない者も多く出現するだろう。
さらに、シミュレーション内の他の人々が単なる「ボット」であるという考えに取り付かれれば、道徳観念は全く異なったものとなる。
しかし、シミュレーションが現代のMMORPGの進化したものだとすれば、何らかの道徳観念がそこに生まれると考えることもできる。例えば、シミュレーションのある参加者が別の参加者の手をハンマーで打ったとしたら、感覚のインタフェースによって痛みが感じられ、その被害者が現実世界に戻っても何らかの影響を被っている可能性がある。
ボストロムは来世について次のように述べている。「来世におけるあなたの運命は、あなたが現在のシミュレートされた現世でどう振舞ったかによって決められるかもしれない」 つまり、「高次の存在」を仮定すれば、シミュレーション内で倫理的に振舞うことで、最終的に良い結果が得られるという考え方も成り立つ。

## 科学技術的手法

### バグ
コンピュータによるシミュレーションには、ボイドと呼ばれる隙間やバグがあって、内部からも判る場合があるかもしれない。そのようなものを見つけ、検証できるなら、それによってシミュレーテッドリアリティの内部にいることを証明できる可能性がある。しかし、物理法則に反する事柄は、他にも説明できる仮説が考えられる（神など）。映画『マトリックス』で描かれたように、既視感などの日常的な奇妙な体験も何らかのバグとして説明できる可能性がある。
実際、バグはよくある問題と考えられる。十分に強力なシミュレーションにおいては、全ての経験や思考が監視されている可能性があり、バグや抜け穴に関する知識が即座に消去されるのではないかという考え方もある。もちろん、その場合はバグを発見することはできない（発見したとしてもそれに基づいて行動できない）だろう。

### 隠されたメッセージ、あるいは「イースターエッグ」
シミュレーションには、設計者あるいは謎を解くのに成功した住人が配置したメッセージや出口があるかもしれない。これはゲームなどの実際のソフトウェアで時折見られるイースターエッグに相当するものである。例えば、ネイピア数や円周率といった定数に何らかのメッセージが含まれていないかという探索が長年行われている。カール・セーガンのサイエンス・フィクション『コンタクト』において、セーガンは円周率から何らかのしるしを見つけ出す可能性を論じている。
しかし、そのようなメッセージは今のところ見つかっていない。もちろん、他の仮説で同じ現象を説明することもできる。

### 処理能力
コンピュータシミュレーションの能力は、それを実行するコンピュータの能力に制限されており、非常に微細なレベル（原子以下のレベル）では完全な計算が行われていないのではないかという考え方もある。これは、素粒子物理学で得られる情報の正確度の上限として現れる可能性がある。
しかし、この主張では正確度の判定をシミュレーション内で作られたコンピュータ上で行うことになる。従って、我々がシミュレーションの中にいるなら、コンピュータの性質を見誤る可能性がある。
この考え方を一歩進めると、我々は物理的限界があるために原子レベル以下の構造を直接見ることはできず、単にシミュレートしているに過ぎないとも言える。つまり、我々は顕微鏡やコンピュータといった機器の正確性を信頼して原子以下のレベルを観測している。これらがいずれもシミュレートされた世界の中にある物なら、現実世界を生成するのに要する計算能力は大幅に削減可能となる。

### デジタル物理学とセル・オートマトン
デジタル物理学では、宇宙の歴史はある意味で「計算可能」であることを基本的な前提としている。この仮説はコンラート・ツーゼの著書 Rechnender Raum で初めて示され、同書ではセル・オートマトンを中心に解説していた。Juergen Schmidhuber は、漸近的に最適な方法で非常に短いプログラムからあらゆるプログラムを生成できるため、宇宙はチューリングマシンと考えることもできると示唆した。他の提唱者として、エドワード・フレドキン、スティーブン・ウルフラム、ノーベル物理学賞受賞者のゲラルド・トフーフトらがいる。彼らは、量子力学の確率論的性質は計算可能性と矛盾しないと主張している。デジタル物理学の量子版はセス・ロイドが提唱した。これらの示唆から具体的な物理学的理論が構築されたことはない。
物理学における連続体の仕様が、物理的宇宙のシミュレーションを不可能にしているとする見方もある。実数すなわち不可算無限を物理学から排除すると、コンピュータシミュレーションの可能性が生まれる。